# Pantopipetta auxiliata
Pantopipetta auxiliata is een zeespin uit de familie Austrodecidae. De soort behoort tot het geslacht Pantopipetta. Pantopipetta auxiliata werd in 1968 voor het eerst wetenschappelijk beschreven door Stock. 